# Jean-Michel Lefort
Jean-Michel Lefort (* 7. Mai 1980) ist ein französischer Badmintonspieler. Lilas Lefort ist seine Schwester.

## Karriere
Jean-Michel Lefort gewann nach zahlreichen Nachwuchstiteln 2000 seinen ersten nationalen Titel bei den Erwachsenen. Außerhalb Frankreichs war er unter anderem bei den Dutch International, den Estonian International und den Morocco International erfolgreich. 1999, 2001, 2003, 2005 und 2006 nahm er an den Badminton-Weltmeisterschaften teil.

## Sportliche Erfolge
| Saison    | Veranstaltung                                 | Disziplin    | Platz | Name                                     |
| --------- | --------------------------------------------- | ------------ | ----- | ---------------------------------------- |
| 1993/1994 | Französische Nachwuchsmeisterschaft (Minimes) | Mixed        | 1     | Jean-Michel Lefort / Virginie Luty       |
| 1993/1994 | Französische Nachwuchsmeisterschaft (Minimes) | Herreneinzel | 1     | Jean-Michel Lefort                       |
| 1993/1994 | Französische Nachwuchsmeisterschaft (Minimes) | Herrendoppel | 1     | Jean-Michel Lefort / Sébastien Cruz      |
| 1996/1997 | Französische Juniorenmeisterschaft            | Herrendoppel | 1     | Jean-Michel Lefort / Xavier Engrand      |
| 1996/1997 | Französische Juniorenmeisterschaft            | Herreneinzel | 1     | Jean-Michel Lefort                       |
| 1997/1998 | Französische Juniorenmeisterschaft            | Herrendoppel | 1     | Jean-Michel Lefort / Olivier Fossy       |
| 1997/1998 | Französische Juniorenmeisterschaft            | Mixed        | 1     | Jean-Michel Lefort / Amélie Decelle      |
| 1998/1999 | Französische Juniorenmeisterschaft            | Herreneinzel | 1     | Jean-Michel Lefort                       |
| 1998/1999 | Französische Juniorenmeisterschaft            | Mixed        | 1     | Jean-Michel Lefort / Amélie Decelle      |
| 1998/1999 | Französische Juniorenmeisterschaft            | Herrendoppel | 1     | Jean-Michel Lefort / Olivier Fossy       |
| 1999      | Weltmeisterschaft                             | Mixed        | 17    | Jean-Michel Lefort / Christelle Szynal   |
| 1999      | Junioren-Europameisterschaft                  | Herrendoppel | 3     | Jean-Michel Lefort / Olivier Fossy       |
| 1999/2000 | Französische Hochschulmeisterschaft           | Mixed        | 1     | Jean-Michel Lefort / Lilas Lefort        |
| 1999/2000 | Französische Meisterschaft                    | Herrendoppel | 1     | Bertrand Gallet / Jean-Michel Lefort     |
| 2000/2001 | Französische Meisterschaft                    | Herrendoppel | 1     | Bertrand Gallet / Jean-Michel Lefort     |
| 2001      | Weltmeisterschaft                             | Herrendoppel | 17    | Bertrand Gallet / Jean-Michel Lefort     |
| 2002/2003 | Französische Meisterschaft                    | Herreneinzel | 1     | Jean-Michel Lefort                       |
| 2002/2003 | Französische Hochschulmeisterschaft           | Herreneinzel | 1     | Jean-Michel Lefort                       |
| 2003      | Weltmeisterschaft                             | Herreneinzel | 33    | Jean-Michel Lefort                       |
| 2003/2004 | Frankreich: Einzelmeisterschaften             | Herrendoppel | 1     | Bertrand Gallet / Jean-Michel Lefort     |
| 2003/2004 | Französische Hochschulmeisterschaft           | Herreneinzel | 1     | Jean-Michel Lefort                       |
| 2004      | Dutch International                           | Herrendoppel | 1     | Jean-Michel Lefort / Svetoslav Stoyanov  |
| 2004/2005 | Französische Meisterschaft                    | Mixed        | 1     | Jean-Michel Lefort / Weny Rahmawati      |
| 2004/2005 | Französische Meisterschaft                    | Herreneinzel | 1     | Jean-Michel Lefort                       |
| 2005      | Weltmeisterschaft                             | Mixed        | 33    | Jean-Michel Lefort / Weny Rahmawati      |
| 2005      | Spanish International                         | Mixed        | 1     | Jean-Michel Lefort / Ella Karachkova     |
| 2005/2006 | Estonian International                        | Herreneinzel | 1     | Jean-Michel Lefort                       |
| 2005/2006 | Estonian International                        | Mixed        | 1     | Jean-Michel Lefort / Akvilė Stapušaitytė |
| 2010      | Morocco International                         | Herrendoppel | 1     | Oliver Fossy / Jean-Michel Lefort        |